# Mel com Terra
Mel com Terra est un groupe brésilien de forró eletrônico, originaire de Fortaleza, dans le Ceará, l'un des pionniers du genre avec les groupes Mastruz com Leite, Cavalo de Pau et Rabo de Saia.

## Histoire
Le groupe Som Zoom Sat est formé en 1992 par Emanoel Gurgel à Fortaleza, Ceará, initialement dans le but de gérer le Mastruz Com Leite Band, qui jouait du forró avec des instruments électroniques, modernisant ainsi le forró traditionnel,. Avant même la sortie du premier album, le programme devient si intense qu'Emanoel Gurgel a non seulement doublé le nombre de musiciens du groupe, mais a également formé un autre groupe. C'est ainsi que naît Mel com Terra, qui suit la même formule de forró stylisé que la matrice, et dont le nom étrange ne tarde pas à passer de bouche en bouche.
Mel Com Terra est l'un des groupes de forró les plus célèbres des années 1990, avec une carrière couronnée de succès dans tout le nord-est du Brésil, avec des chansons émotionnelles et romantiques dans leur répertoire. En plus de vingt ans de carrière, Mel Com Terra compte 13 albums et un DVD et participe même à l'émission Som Brasil de Rede Globo en 1994 avec la chanteuse Lucinha Owens, interprétant le tube Como te queria.

## Discographie

### Albums studio
- 1992 : Volume 1 - Coração Felino
- 1993 : Volume 1 − Doido Por Forró
- 1994 : Volume 2 − Diz Que Me Ama, Porra!!!
- 1995 : Volume 3 − Amor Que Fica
- 1997 : Volume 4 − Eu Sou Um Santo
- 1998 : Volume 5 − Ao Vivo
- 1999 : Volume 6 − O Vaqueiro Gosta Disso
- 2000 : Volume 7 − Segredos da Paixão
- 2000 : Volume 8 − Acústico
- 2001 : Volume 9 − Vizinha Fuxiqueira
- 2002 : Volume 10 − Ao Vivo Vol. 2
- 2003 : Volume 11 − Ao Vivo 3
- 2004 : Volume 12 − Arrasta-pé No São João
- 2005 : Volume 13 − Meu Céu... Meu Mar!!!